# Ficedula crypta
El papamoscas críptico (Ficedula crypta) es una especie de ave paseriforme de la familia Muscicapidae endémica de Filipinas.

## Distribución y hábitat
Se encuentra únicamente en la isla de Mindanao, en el sur de Filipinas, donde habita en los bosques húmedos tropicales, tanto de montaña como de zonas bajas.